# Mionica (selo)
Mionica (selo) (em cirílico: Мјоница (село)) é uma vila da Sérvia localizada no município de Mionica, pertencente ao distrito de Kolubara, na região de Kolubara Podgorina. A sua população era de 1577 habitantes segundo o censo de 2011.

## Demografia
| 1948 | 1953 | 1961 | 1971 | 1981 | 1991  | 2002  | 2011  |
| ---- | ---- | ---- | ---- | ---- | ----- | ----- | ----- |
| 801  | 823  | 723  | 632  | 819  | 1 300 | 1 446 | 1 577 |